# Sociologia del llenguatge
La sociologia del llenguatge estudia les relacions entre llengua i societat des d'una perspectiva macrosocial, això és, a partir d'una visió del context general. És, per tant, una subdisciplina de la sociolingüística que es complementa amb l'estudi microsocial, això és, de situacions concretes, propi de la sociologia de la interacció.

## Antecedents
Tot i que la preocupació pel llenguatge en l'àmbit social és present en la mateixa gènesi de la sociologia, no és fins a mitjan segle XX quan es constitueix com a disciplina amb identitat pròpia. Neix en el marc del desenvolupament de la sociologia nord-americana i el seu autor més destacat és Joshua Fishman.

## Conceptes i aportacions importants
La sociologia del llenguatge seria la disciplina que s'encarrega d'estudiar l'ús lingüístic i l'organització social en què es produeix. Joshua Fishman distingeix dos nivells d'anàlisi: la sociologia descriptiva del llenguatge i la sociologia dinàmica del llenguatge.
La sociologia descriptiva del llenguatge proposa una anàlisi estàtica entre les condicions socials i els usos lingüístics, de quina manera es comporten els parlants a partir del context social i de les pròpies estructures socials que tenen interioritzades. En aquest nivell podem parlar de conceptes com la diglòssia descrita per Charles A. Ferguson i l'adaptació que en fa Fishman incorporant el bilingüisme.
La sociologia dinàmica del llenguatge estudia com canvien els usos lingüístics i actituds davant la llengua en el temps dins una mateixa societat. Una de les contribucions més destacades en aquest camp és el model de Capgirament de la Substitució Lingüística (CSL), una reflexió que introdueix la política lingüística i la planificació lingüística com a eines que poden evitar la desaparició d'una llengua recessiva.
Pel que fa a la sociologia del llenguatge a Europa destaca l'aportació de Basil Bernstein i la seva idea de codi i de control, desenvolupada posteriorment per M.A.K. Halliday i que s'acaba traduint en els registres. El concepte de registre dona compte de la manera com un parlant adapta el seu ús lingüístic al context. Martin Joos a The five clocks (1967) resumeix, a partir dels conceptes de codi i control, cinc registres bàsics: informatiu, col·loquial, directe, formal i elaborat.
Els pioners de la sociolingüística catalana són els valencians Lluís V. Aracil i Rafael L. Ninyoles. Destaquen els estudis realitzats per Aracil sobre el conflicte lingüístic i el model de la minorització lingüística. Aquest darrer argumenta a partir de la interposició i la intrusió la manera com la llengua minoritzadora redueix els àmbits d'ús de la llengua recessiva.

## Tries lingüístiques i alternances de codi
Els individus poden decidir expressar-se mitjançant un codi lingüístic o bé un altre, de la mateixa manera que poden alternar diversos codis. El terme codi lingüístic no es refereix, únicament, a les llengües oficials i codificades –com ara l'anglès o l'italià–, sinó que fa referència a qualsevol tipus de varietat lingüística –com ara l'espanyol de Mèxic o el català col·loquial. Els fenòmens de tria lingüística i alternances de codi han estat a bastament estudiats per la sociologia del llenguatge.
Malgrat tinguin molt en comú, aquests dos conceptes no són sinònims. La tria lingüística és “l'assumpció consistent i sistemàtica d'una varietat lingüística”, mentre que l'alternança de codi és “l'ús consecutiu de dos o més codis lingüístics” per part d'un mateix parlant en una conversa o una interacció. Així doncs, la tria lingüística fa referència al codi que algú està acostumat a utilitzar automàticament en situacions determinades, com ara els membres d'una família castellanoparlant que s'expressen en castellà dins de casa. L'alternança de codi, en canvi, fa referència a aquelles situacions en què un interlocutor alterna un o més codis lingüístics, com ara el cas d'una persona catalanoparlant que insereix paraules com “looser” o “nice” enmig d'una interacció en català. Així doncs, el que diferencia ambdós conceptes és la sistematicitat; de fet, una alternança de codis que es produeixi de manera sistemàtica esdevindrà, automàticament, tria lingüística.
Així doncs, els parlants bilingües (que parlin L1 i L2) que s'adrecin a persones monolingües (L1) tendiran a efectuar una tria lingüística que els permeti comunicar-se amb aquests interlocutors (L1). En el cas d'una interacció entre dos bilingües, en canvi, l'interlocutor pot triar una de les dues llengües per establir la conversa (L1 o L2), amb la possibilitat d'introduir alternances de codi quan ho consideri pertinent.
Les tries lingüístiques poden canviar per diversos motius. Per exemple, pot ser que, en situacions formals, hom se senti més còmode emprant la varietat estàndard, o bé pot ser que hom utilitzi una llengua determinada, únicament, per deixar clar que a qui s'està adreçant. Aquest tipus de fenòmens han estat analitzats a nivell microsocial per la sociolingüística de la interacció.

## Xarxes socials
A mig camí entre la perspectiva macrosocial i la microsocial, hi trobem la perspectiva mesosocial, que pretén explicar de quina manera els grans canvis socials influeixen en el comportament dels individus i, al mateix temps, de quina manera l'acció individual repercuteix en el funcionament de la societat.
Per tal d'acomplir aquest objectiu, aquesta perspectiva se serveix de l'anàlisi de les xarxes socials, és a dir, el conjunt d'individus i d'interaccions que enllacen els individus en qüestió. Aquestes xarxes se solen representar a través de sociogrames, que són gràfics en què els individus són representats per punts i les interaccions socials, per línies que enllacen els diferents punts.
L'anàlisi de les xarxes socials es va desenvolupar a partir de la segona meitat del segle xx. L'any 1933, Leonard Bloomfield va ser el primer que va proposar el model de sociograma (que, llavors, encara no tenia nom) com a eina per a l'estudi sociològic. El primer estudi de xarxes socials en sociolingüística va ser dut a terme per Susan Gal, que va publicar Language Shift: Social Determinants of Linguistic Change in Bilingual Austria l'any 1979. Aquesta investigadora va centrar el seu estudi en el fenomen de substitució lingüística a la regió de Felsőőr (Àustria): es tracta d'una zona d'Àustria on la llengua hongaresa i alemanya sempre hi havien conviscut; tanmateix, en els darrers anys, la llengua hongaresa havia patit un retrocés substancial.
Susan Gal va detectar que, en els sectors rurals i pagesos, era on es mantenia més viu l'ús de la llengua hongaresa; als sectors industrials, en canvi, la llengua habitual era l'alemany. D'aquesta manera, s'havia estigmatitzat la llengua hongaresa, ja que se la identificava amb un model de vida tradicional i immobilista, mentre que la llengua alemanya s'associava a la societat moderna. Sobre la base d'aquesta lògica, les persones que aspiraven a un ascens social o que volien defugir de la societat tradicional efectuaven tries lingüístiques en detriment de la pròpia llengua. Així doncs, a través de l'anàlisi d'aquestes xarxes, Gal va arribar a la conclusió següent: el nou model socioeconòmic havia trencat moltes de les xarxes tradicionals, canviant-ne molts dels seus components, i, alhora, n'havia creat de noves que es regien per uns altres interessos.